# Штефанец (Чаковец)
Штефанец је насељено место у саставу Града Чаковца у Међимурској жупанији, Хрватска. До територијалне реорганизације у Хрватској налазио се у саставу старе општине Чаковец.

## Становништво
На попису становништва 2011. године, Штефанец је имао 716 становника.

## Попис1991.
На попису становништва 1991. године, насељено место Штефанец је имало 807 становника, следећег националног састава:
| Попис 1991.‍  | Попис 1991.‍  | Попис 1991.‍ | Попис 1991.‍ | Попис 1991.‍ |
| ------------ | ------------ | ----------- | ----------- | ----------- |
|              |              |             |             |             |
| Хрвати       | Хрвати       |             | 795         | 98,51%      |
| Срби         | Срби         |             | 2           | 0,24%       |
| неопредељени | неопредељени |             | 3           | 0,37%       |
| непознато    | непознато    |             | 7           | 0,86%       |
| укупно: 807  |              |             |             |             |